# Søllested (Assens Kommune)
 For alternative betydninger, se Søllested. (Se også artikler, som begynder med Søllested)
Søllested er en lille landsby på Fyn beliggende i Assens Kommune i Region Syddanmark. Den nævnes allerede i 1175, da Valdemar I under et ophold her udstedte et dokument angående et mageskifte. I Søllested ligger ”Kongsgården”. Om det virkelig var Kongens Gård eller en af de gårde hvor de skiftende konger på deres rejser gennem landet blev beværtet og overnattede, får stå hen i det uvisse.
Nær Kongsgården er der i en høj fra Vikingetiden fundet en rigt udstyret grav, med bl.a. to mankestole dekoreret med forgyldte bronzebeslag.